# シュトースバーン

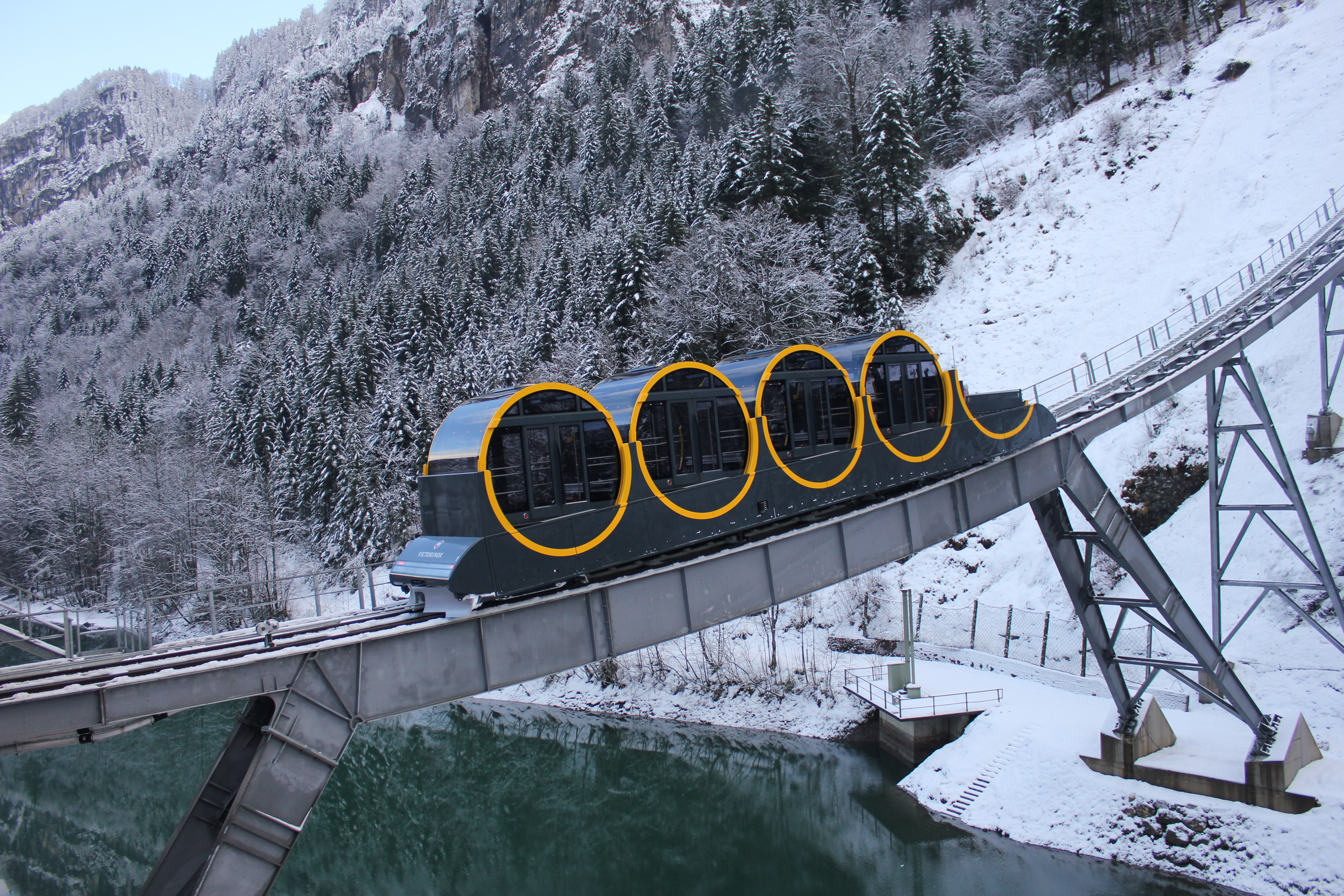
世界一急勾配のケーブルカー、シュトースバーン

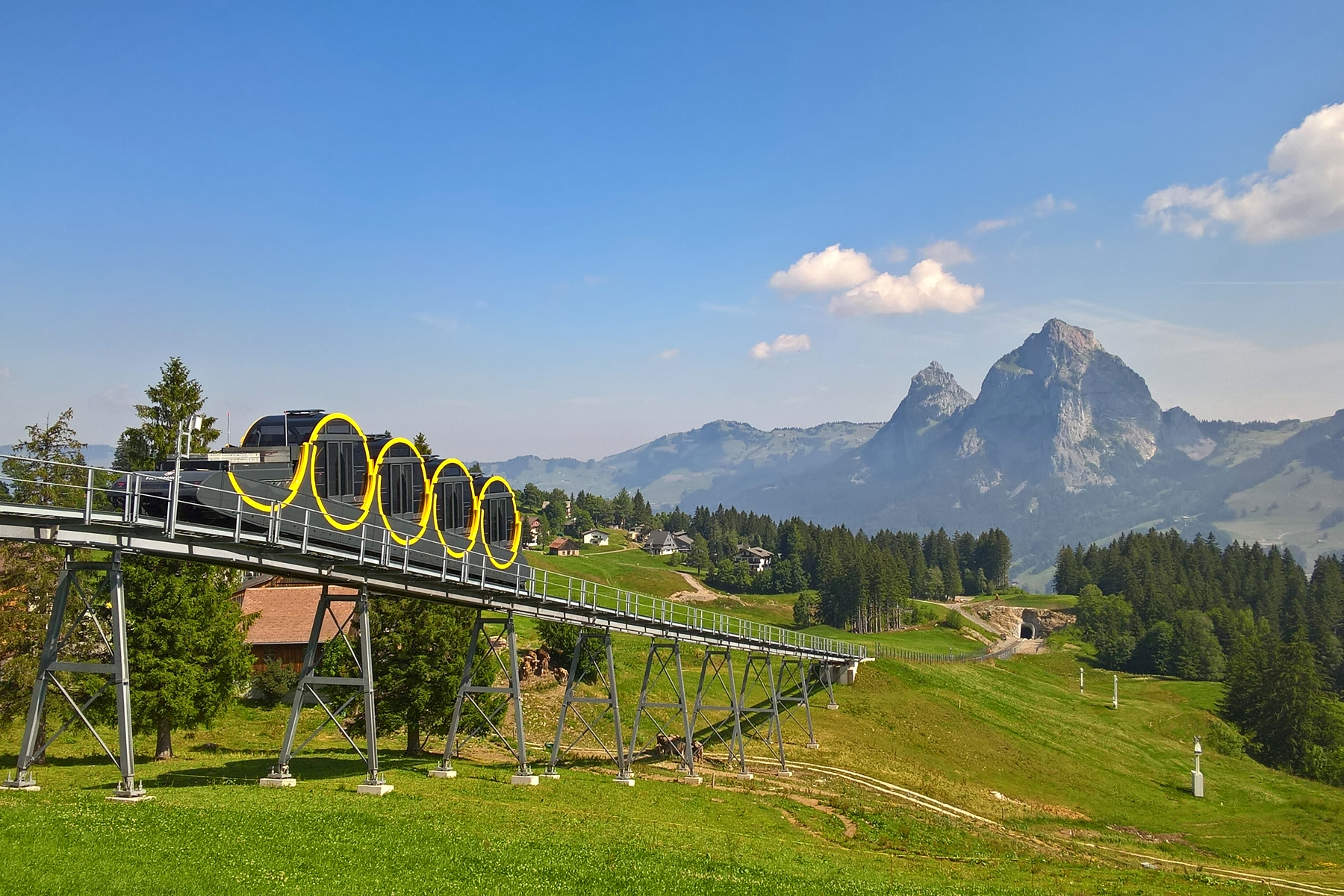
シュトースバーンの路線

シュトースバーン（英語: Stoosbahn）は、スイス、シュヴィーツ州、シュラットリの麓駅からシュトースの山頂駅を結ぶケーブルカー。長さ1720m、高低差744m(標高562mから標高1306m)を約4分で結ぶ。この区間にはもととも1933年からケーブルカーが運行されていた。14年間の歳月と5200万スイスフランの資金を投入の上、2017年12月にリニューアル。最高勾配110％（1100パーミル）の世界一急勾配のケーブルカーとして登場した。
樽のように見える客車を4つ連結させたユニークな形状が特徴である。座席の角度が自動的に調整されるため、乗客は安定した姿勢を保つことができる。客車1つの乗客収容能力は34名。

## 車両データ
- 4両編成[3]
- 総定員 : 136名[1]
  - 乗客収容能力 : 34名（一両）[3]

## 路線
駅

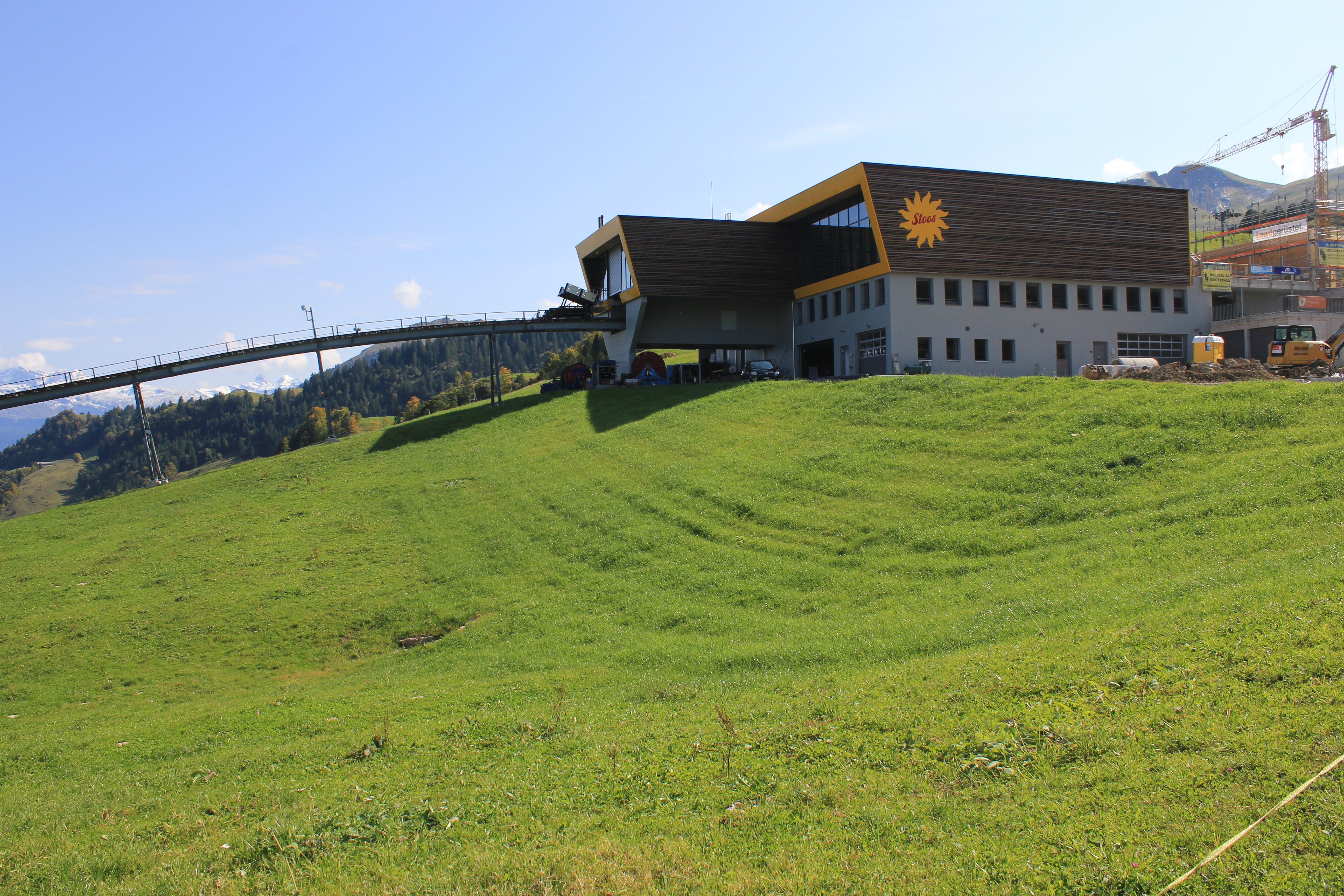
シュトースの山頂駅
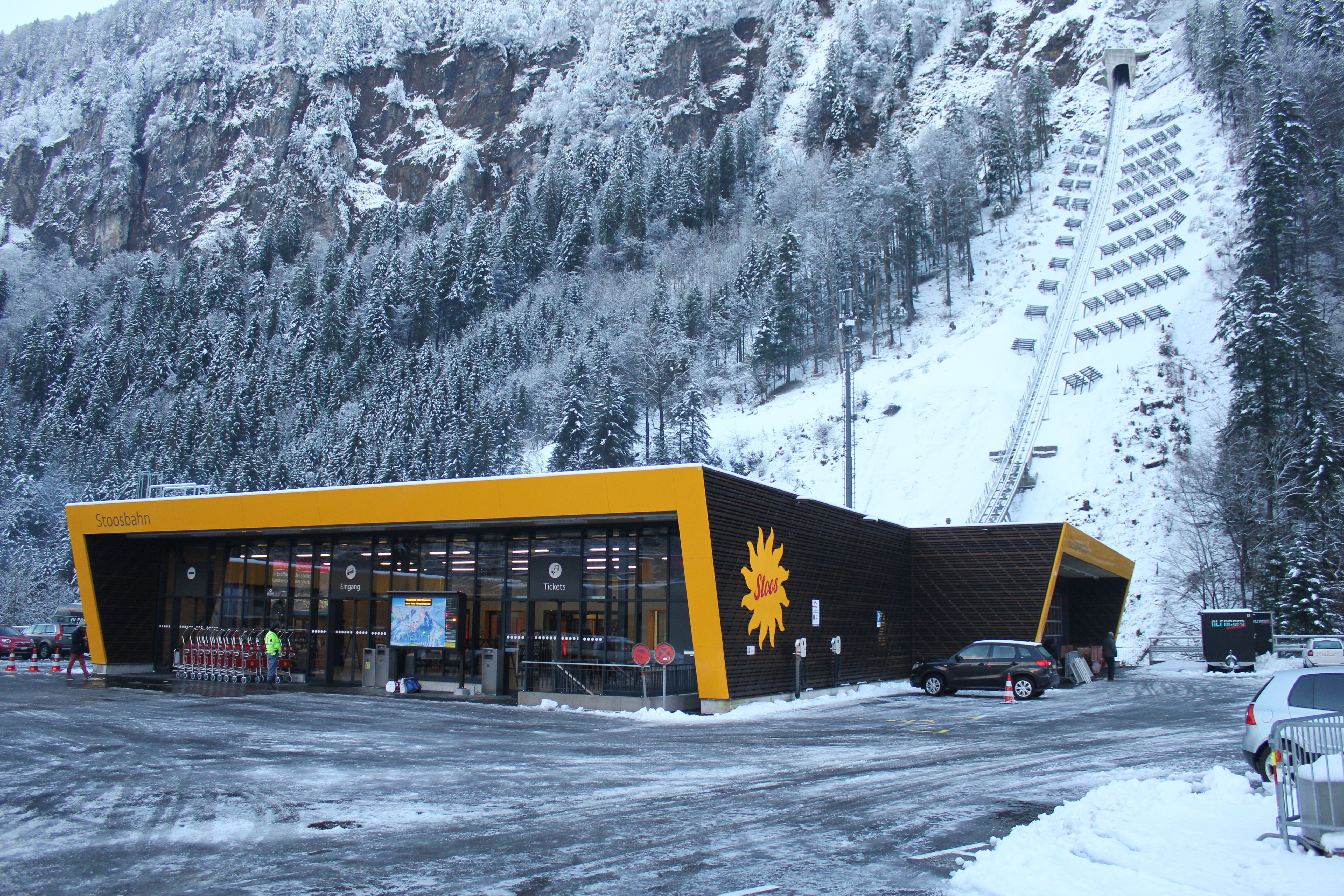
シュラットリの麓駅

路線

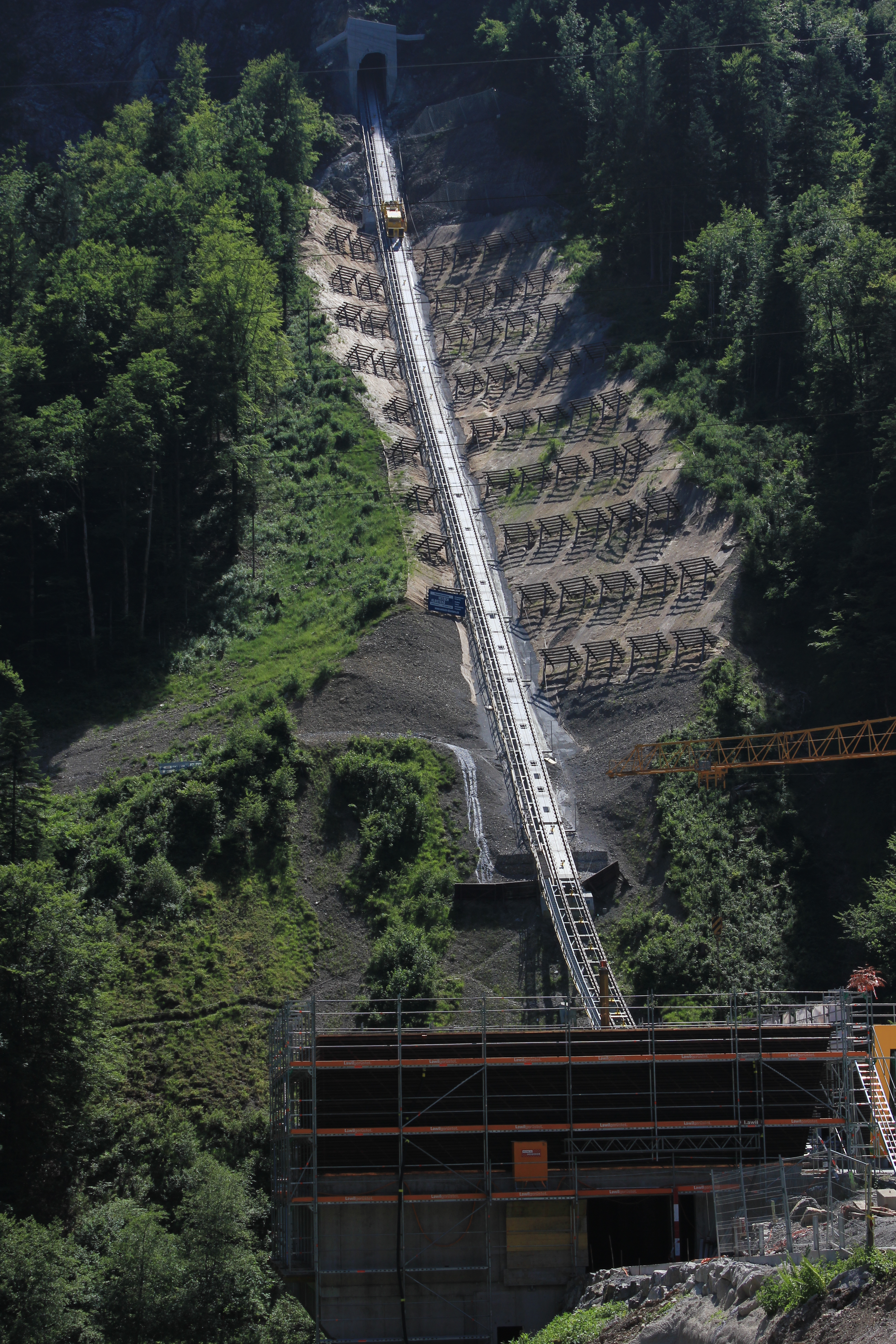
急勾配な路線
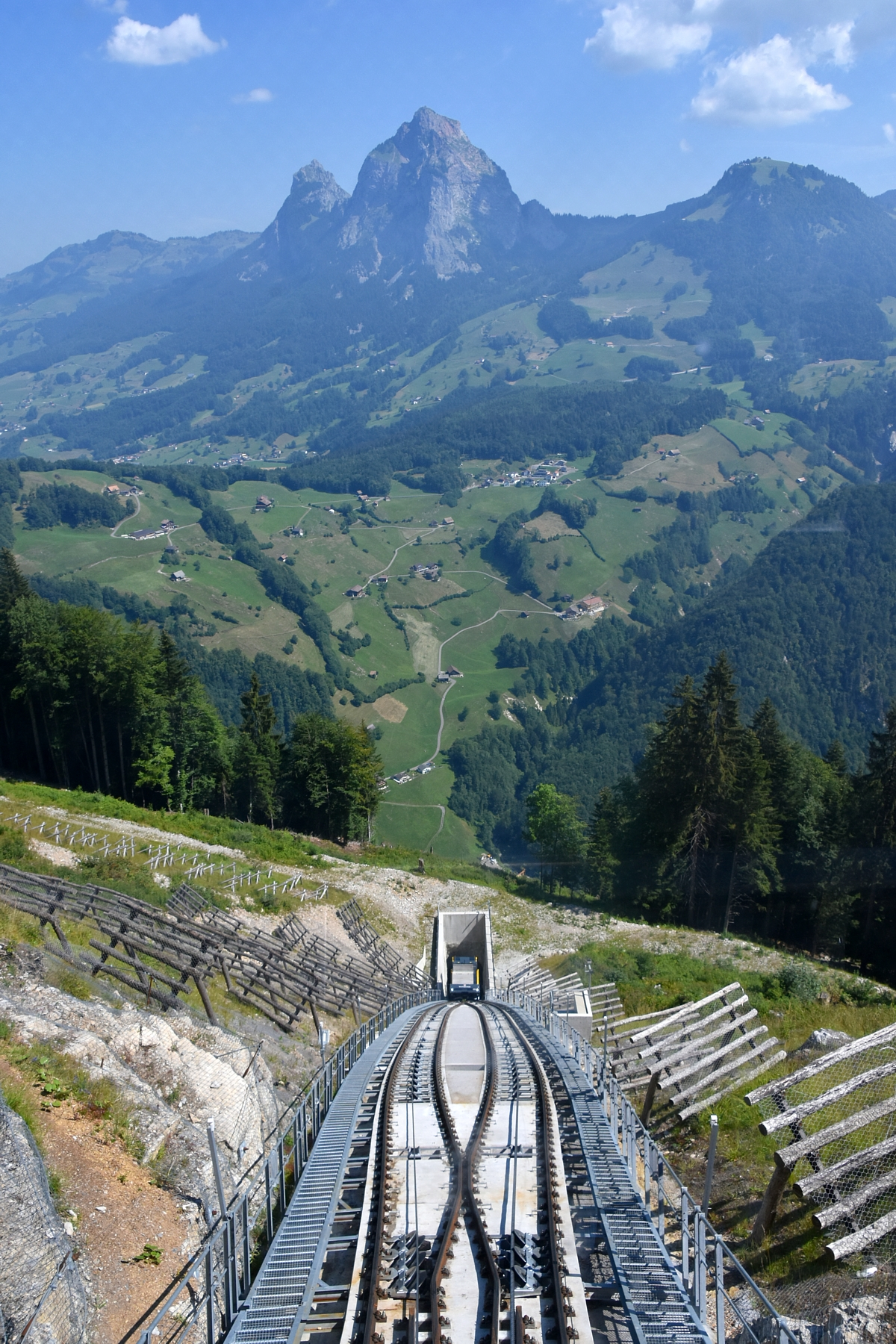
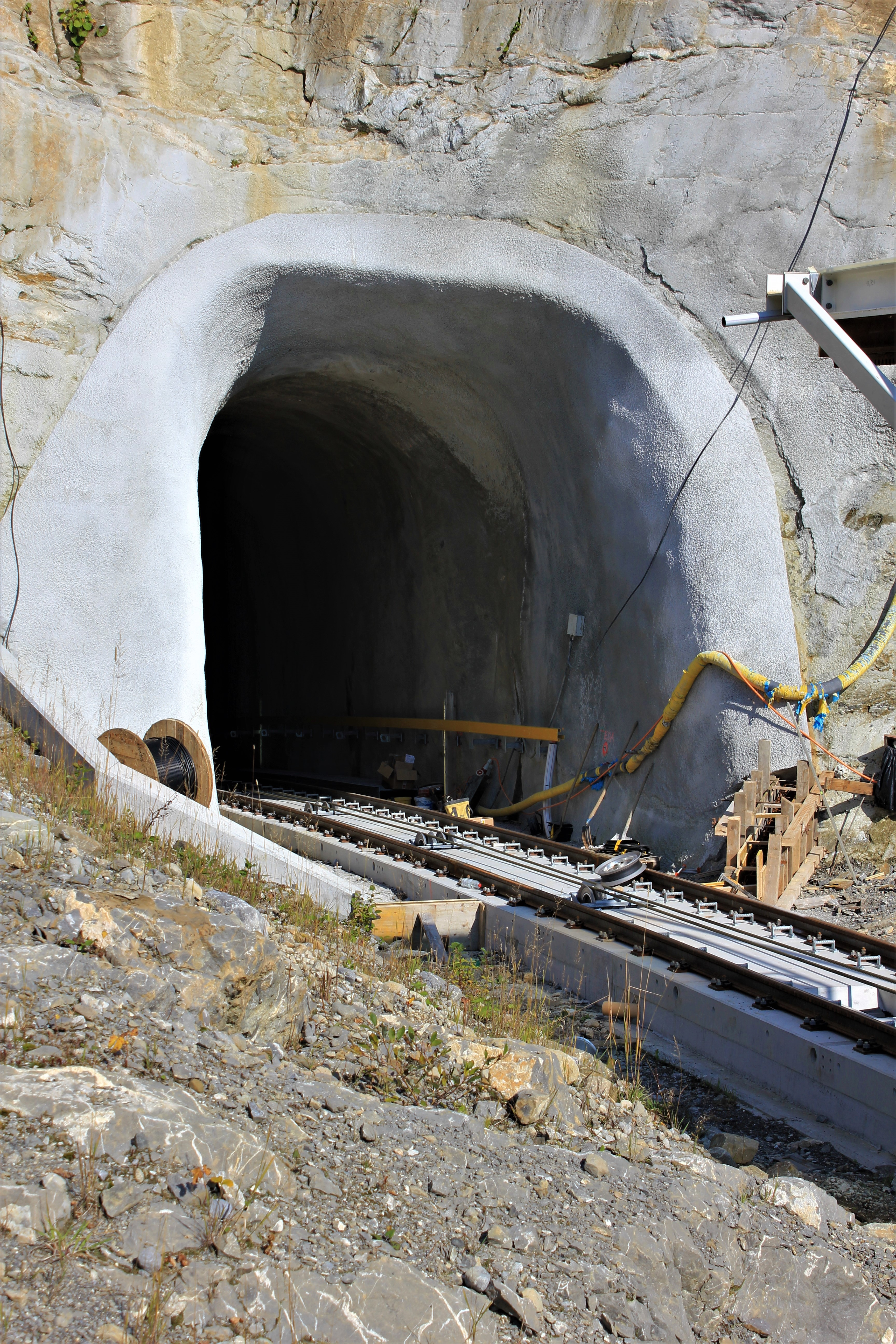
トンネル